# Diogo Sousa
Diogo Fernando Nogueira Sousa (sinh ngày 16 tháng 9 năm 1998) là một cầu thủ bóng đá người Bồ Đào Nha thi đấu cho Sporting CP B, ở vị trí thủ môn.

## Sự nghiệp bóng đá
Vào ngày 6 tháng 5 năm 2018, Sousa có màn ra mắt cho Sporting B trong trận đấu tại LigaPro 2017–18 trước Vitória Guimarães B.